# ナブコシステム
ナブコシステム株式会社（NABCO SYSTEMS）は、東京都千代田区霞が関に本社を置く日本の企業。ナブテスコの東日本地区販売代理店。

## 概要
ナブコ自動ドアの営業を中心として事業を展開する他にステンレス建具・ガラス工事・防火設備・シャッタードアなども扱っており、設置後のアフターサービスを行う。
国土交通大臣許可の機械器具設置工事業・建具工事業・板金工事業・土木工事業の事業所登録をしている。同社の扱う自動ドアは「自」と「動」の間に「NABCO」と書かれたデザインが特徴。
静岡（天竜川以東）から北海道まで支店・営業所や工場を置いており、仙台支店・札幌支店やナブコメタル株式会社・ナブコトート株式会社などがその一部である。
主要取引銀行はみずほ銀行、三井住友銀行、三菱UFJ銀行など。

## 沿革
- 1957年（昭和32年）11月7日 - 日本エヤーブレーキ（現・ナブテスコ）の自動ドア発売をきっかけに、東日本地区総代理店として初代社長となる山村伍一郎を筆頭に、50万円の資本金を元手として株式会社東京ドアーエンジン（とうきょうドアーエンジン）を設立する。
- 1975年（昭和50年）2月 - ナブコシステム株式会社に社名を変更した。
- 1991年（平成3年）1月 - 本社ビルを港区虎ノ門に建設した。
- 1998年（平成10年）11月 - エヌ・エス・メタル株式会社（現・ナブコメタル）を買収。
- 2013年（平成25年）7月 - エヌ・エス・トート株式会社（現・ナブコトート）を買収。
- 2016年（平成28年）4月1日 - ナブテスコが株式を追加取得し連結子会社化[2]。
- 2019年（平成31年）1月 - 本社を千代田区霞が関に移転した。

## 提供番組（2023年現在）

### 現在
- ニッポン放送ショウアップナイター（ニッポン放送、水曜）
- 星野源のオールナイトニッポン（ニッポン放送、エンディングの協力スポンサー）
- 辛坊治郎ズーム そこまで言うか!（ニッポン放送、水曜）
- TBCパワフルベースボール（東北放送、水曜）

### 過去
- サンドウィッチマンの東北魂（ニッポン放送、東北放送）
- ぺこぱのオールナイトニッポン0(ZERO)（ニッポン放送）